# Hyphoderma sikkimium
Hyphoderma sikkimium är en svampart som beskrevs av Dhingra 1989. Hyphoderma sikkimium ingår i släktet Hyphoderma och familjen Meruliaceae.   Inga underarter finns listade i Catalogue of Life.